# Étauliers
Étauliers is een gemeente in het Franse departement Gironde (regio Nouvelle-Aquitaine). De plaats maakt deel uit van het arrondissement Blaye. Étauliers telde op 1 januari 2022 1.598 inwoners.

## Geografie
De oppervlakte van Étauliers bedroeg op 1 januari 2022 12,98 vierkante kilometer; de bevolkingsdichtheid was toen 123,1 inwoners per km².

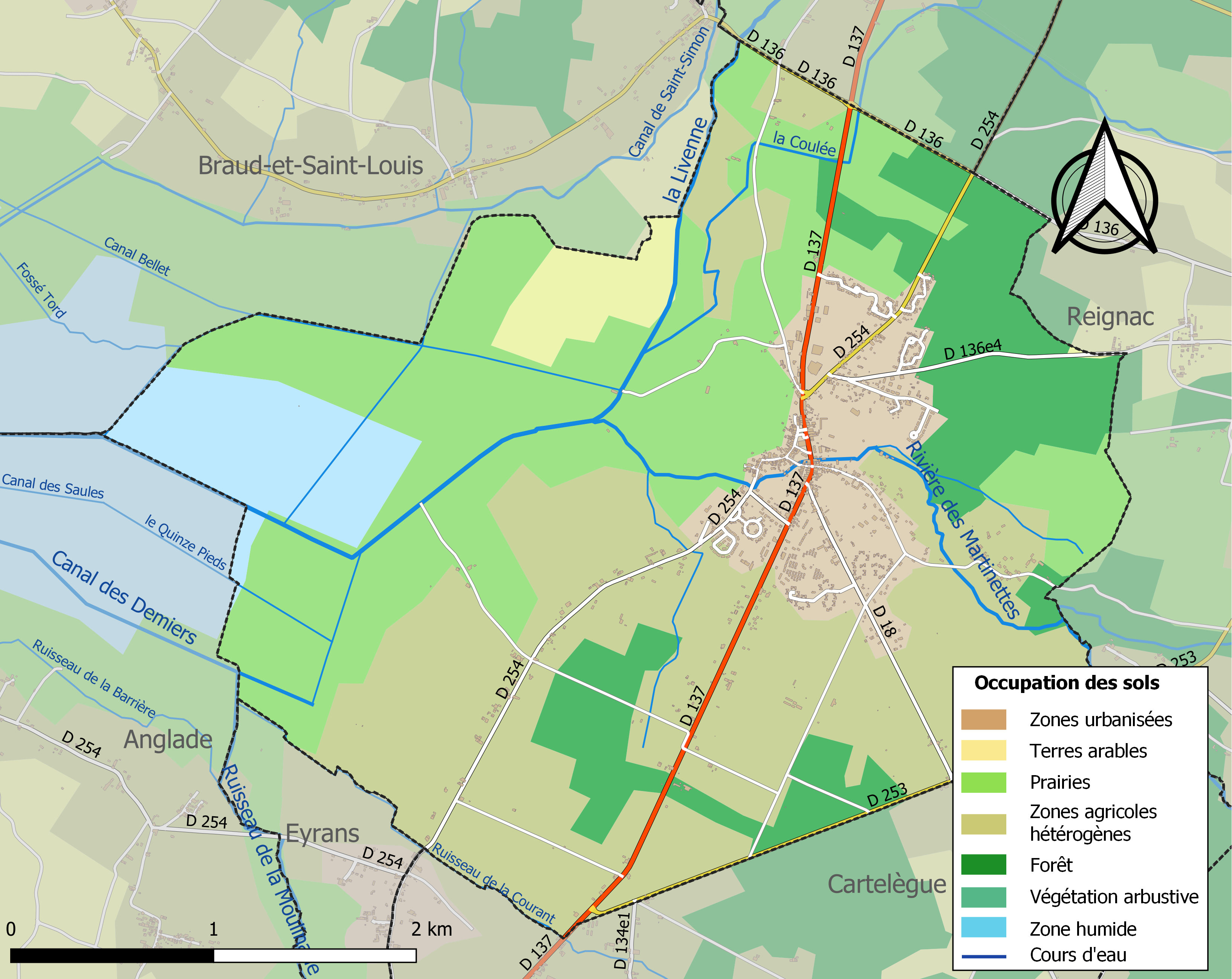
Kaart van de gemeente met belangrijkste infrastructuur, bodemgebruik en omliggende gemeenten

## Demografie
Onderstaande figuur toont het verloop van het inwonertal (bron: INSEE-tellingen).